# Malborghetto-Valbruna
Malborghetto-Valbruna (Malborghet e Valbrune in friulano, Malborgeth-Wolfsbach in tedesco e Naborjet-Ovčja vas in sloveno) è un comune italiano sparso di 890 abitanti in Friuli-Venezia Giulia, la cui sede comunale è posta nella frazione di Malborghetto.

## Geografia fisica
Il comune si trova nella regione montuosa di confine tra Alpi carniche orientali e Alpi Giulie occidentali, con gli abitati situati nel fondovalle della Val Canale, dominati dalle cime lo Jôf di Montasio (2.754 m), lo Jôf Fuart (2.666 m), lo Jôf di Miezegnot (2.087 m), il monte Osternig (2.052 m) e il monte Poludnig (2.000 m). Il territorio comprende alcuni valloni laterali della Val Canale tra cui la Val Saisera o Valbruna.

## Storia

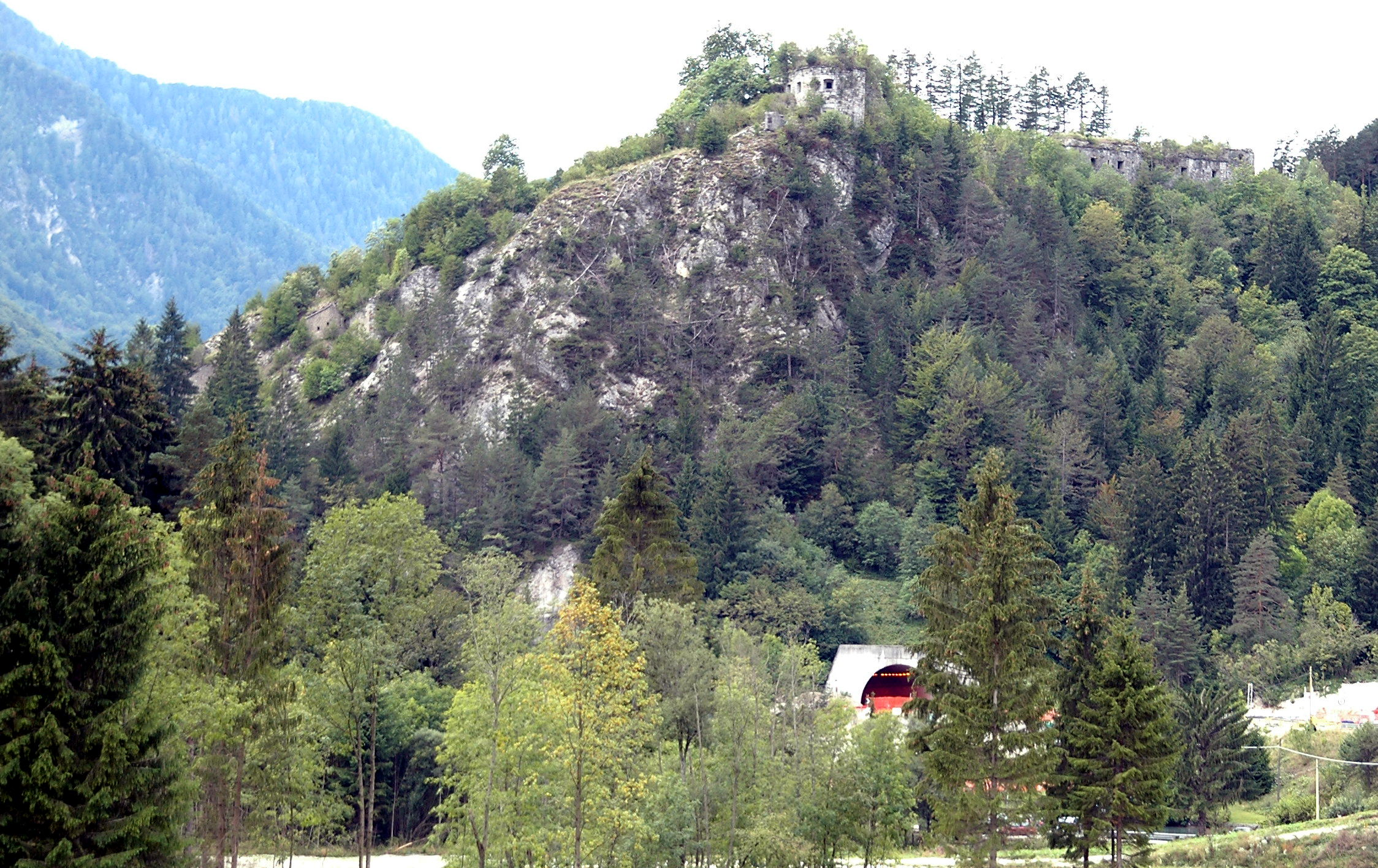
Forte Hensel.

Fin dall'alto medioevo, come tutta la Val Canale appartenne, con il nome di Buonborghetto, ai vescovi di Bamberga, e in questo periodo divenne importante centro commerciale. Pare che abbia mutato nome in Malborghetto in seguito alle continue contese con Venezia. Vi fiorirono l'industria del ferro e del legno, che contribuirono allo sviluppo economico del paese e ancora oggi sono praticate.
Gli Asburgo vi costruirono una fortezza (poi detta forte Hensel) che fu occupata dai Veneziani nel 1616, dal Massena nel marzo 1797 e dal viceré Eugenio di Beauharnais nel 1805. Nel 1809, dal 14 al 16 maggio, all'interno del forte il capitano austriaco Friedrich Hensel si difese per tre giorni (Battaglia di Tarvisio) prima di cedere alle armate di Napoleone I.
Venne assegnato all'Italia nel 1919, alla fine della prima guerra mondiale, sebbene fosse abitato prevalentemente da genti tedesche e slovene. Nel 2003 il comune è stato colpito dall'alluvione della Val Canale, che ha causato due morti e danni rilevanti. Con le frazioni di Valbruna e Ugovizza costituisce attualmente una località di villeggiatura e di sport invernali. I paesi sono basi di partenza per escursioni nelle Alpi Giulie. Fino alla realizzazione della nuova ferrovia pontebbana era servito da varie stazioni, delle quali rimane in uso solo quella di Ugovizza-Valbruna.

### Simboli
Lo stemma comunale è stato riconosciuto con decreto del capo del governo del 28 gennaio 1935.
La torre allude a forte Hensel e, rappresentata tra due montagne, fa riferimento alla posizione del paese nella Val Canale.
Il gonfalone, concesso con regio decreto del 7 maggio 1942, è un drappo di azzurro.

## Monumenti e luoghi di interesse

### Architetture religiose
- Chiesa di San Gottardo (risalente al XV secolo) a Bagni di Lusnizza
- Chiesa dei Santi Filippo e Giacomo, nella frazione di Ugovizza, ricostruita nel 1930, con campanile a contrafforti andato perduto nell'alluvione del 2003 e poi ricostruito; conserva all'interno affreschi venuti alla luce nel 1959.
- Chiesa parrocchiale di Santa Maria, gotica, ma ricostruita nel 1809, con lapidi del XVI e XVII secolo. Il campanile è del XX secolo.

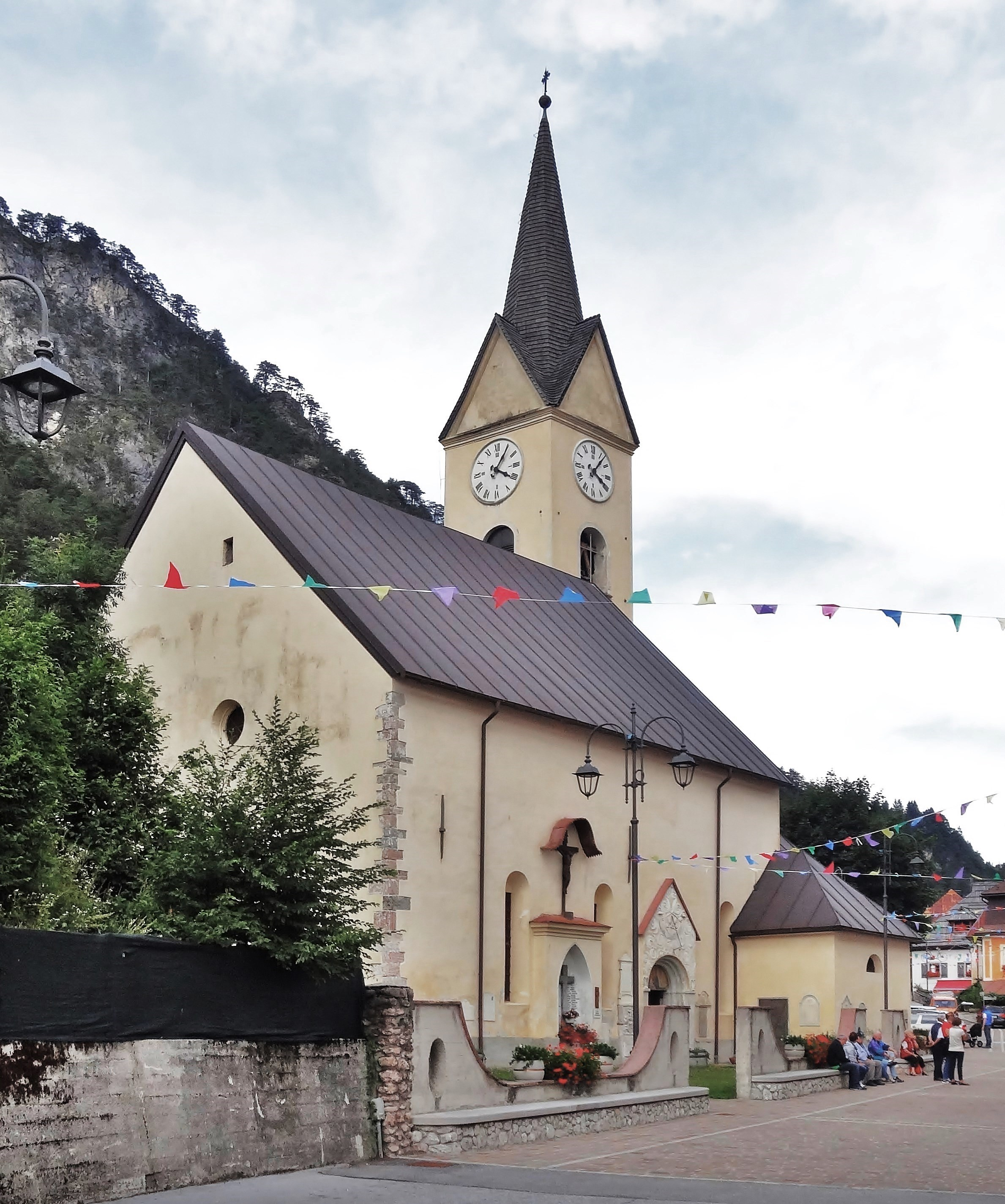
La chiesa parrocchiale
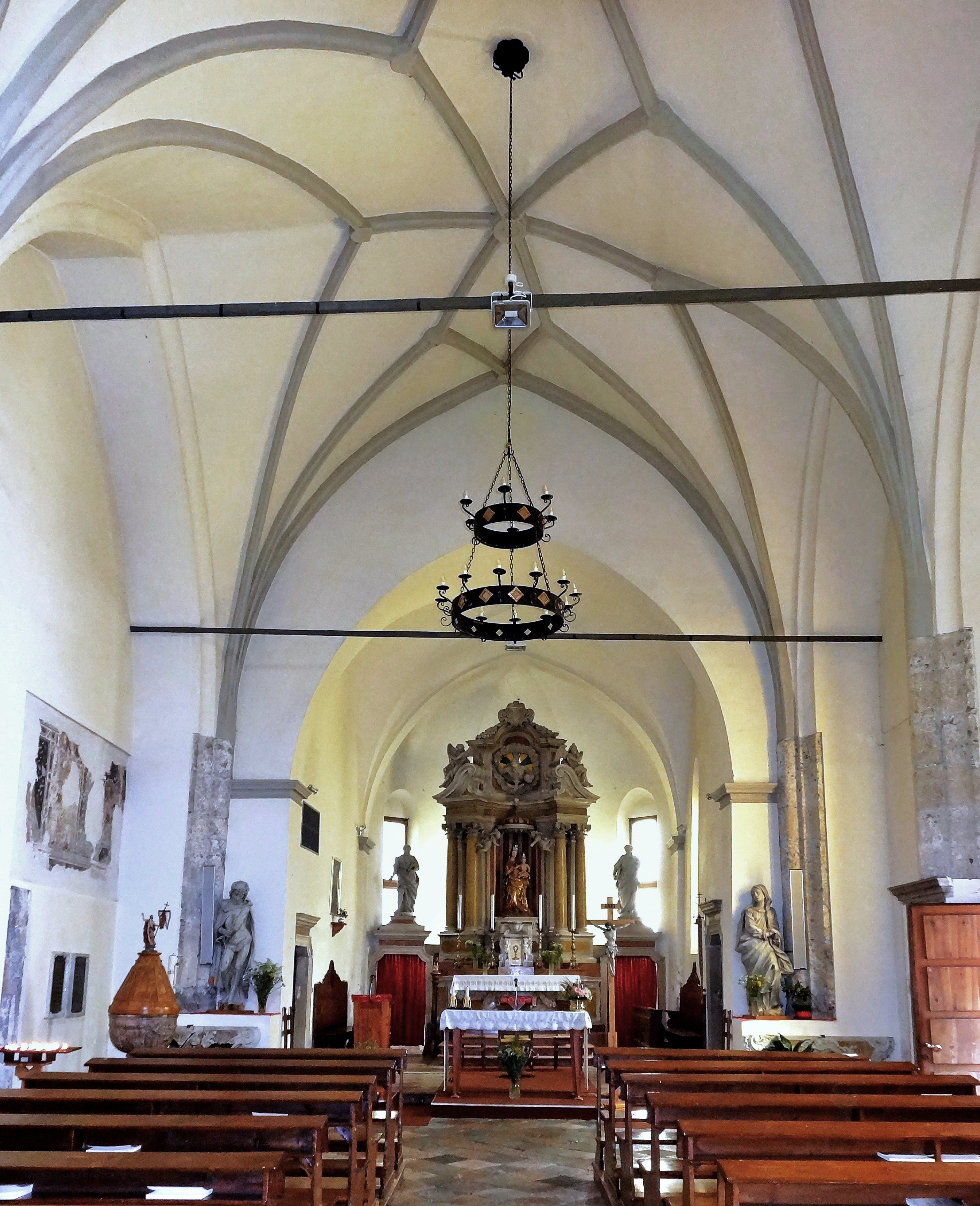
L'Interno
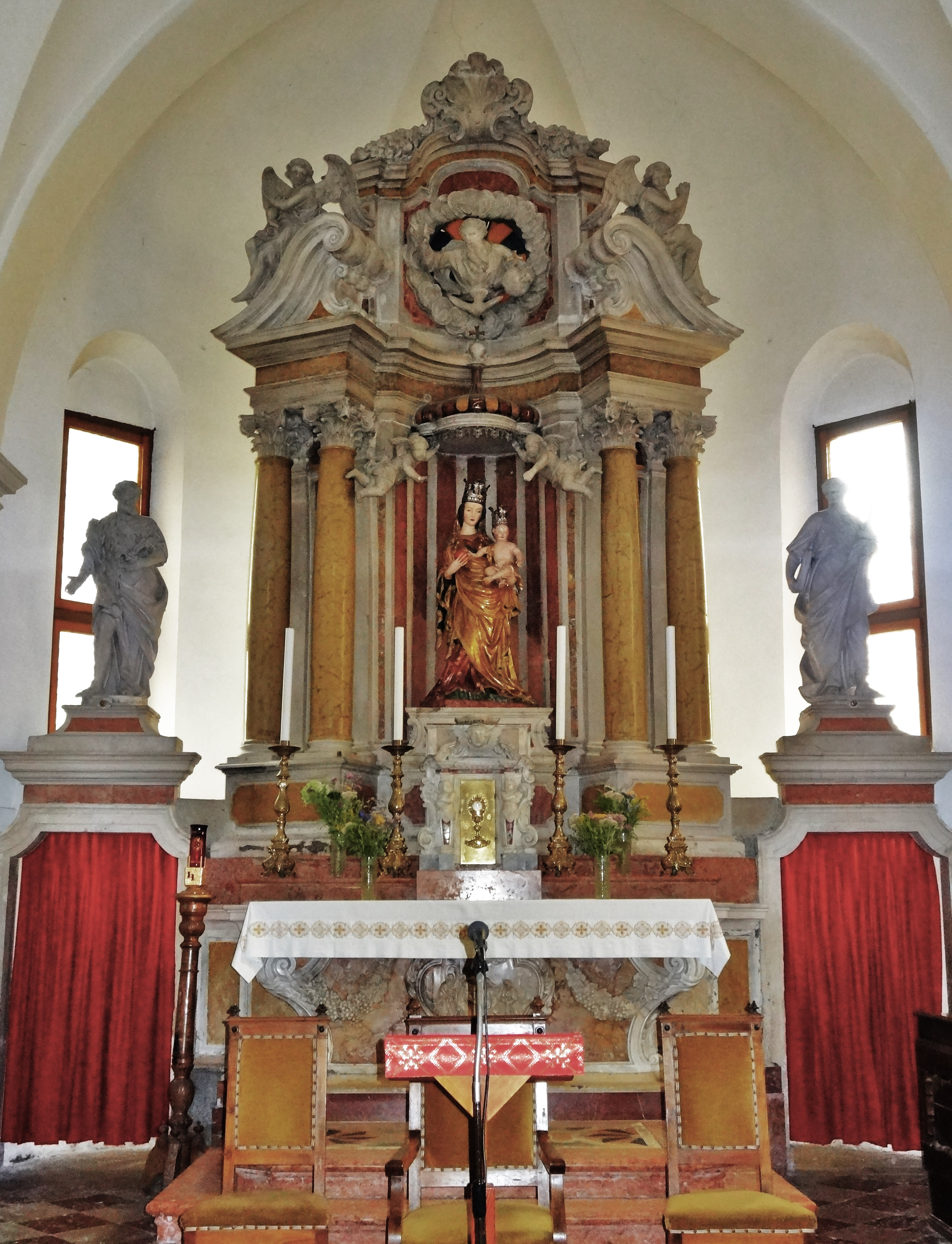
L'altare maggiore

- Chiesa di Santa Caterina, edificata nell'omonimo borgo nel Quattrocento.
- Chiesa della Santissima Trinità a Valbruna, risalente al XVII secolo

### Architetture civili
- Palazzo Veneziano (XVII secolo), sede del Museo etnografico della Comunità Montana Canal del Ferro-Valcanale.

### Rifugi e strutture alpine

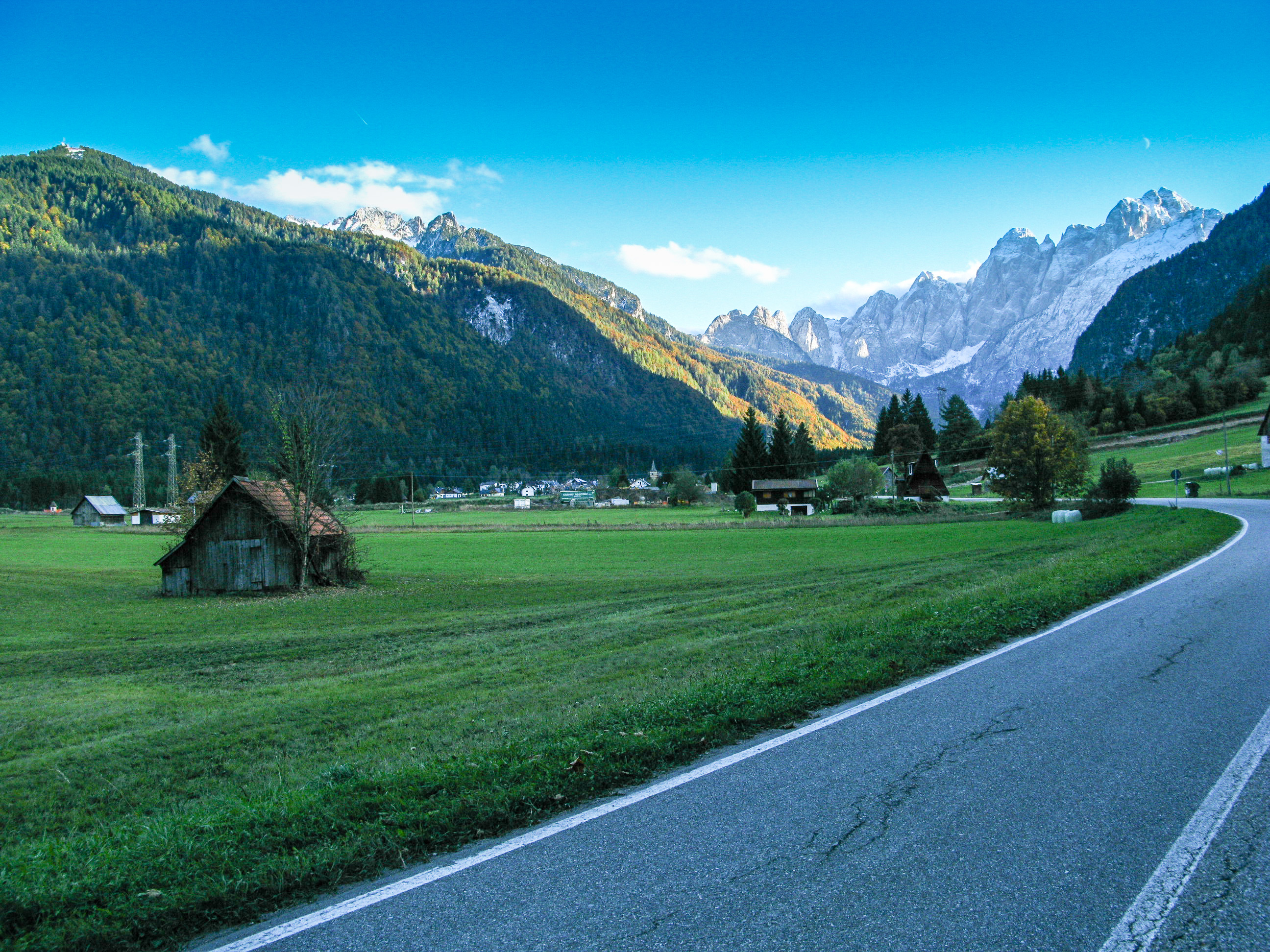
La Val Canale all'altezza di Malborgetto Valbruna

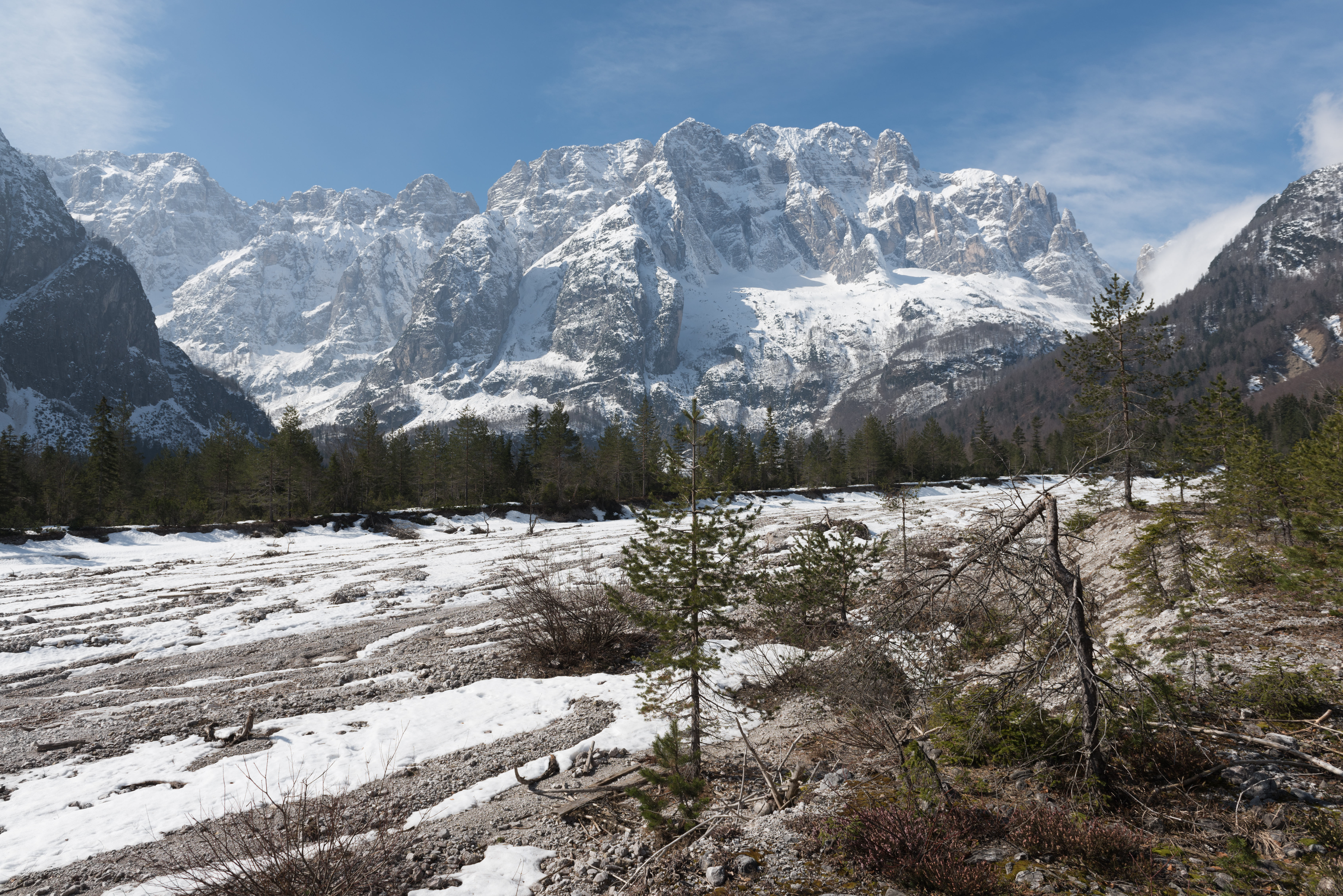
Lo Jôf di Montasio da Malborghetto Valbruna

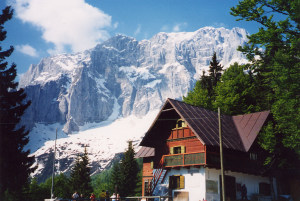
Rifugio Fratelli Grego

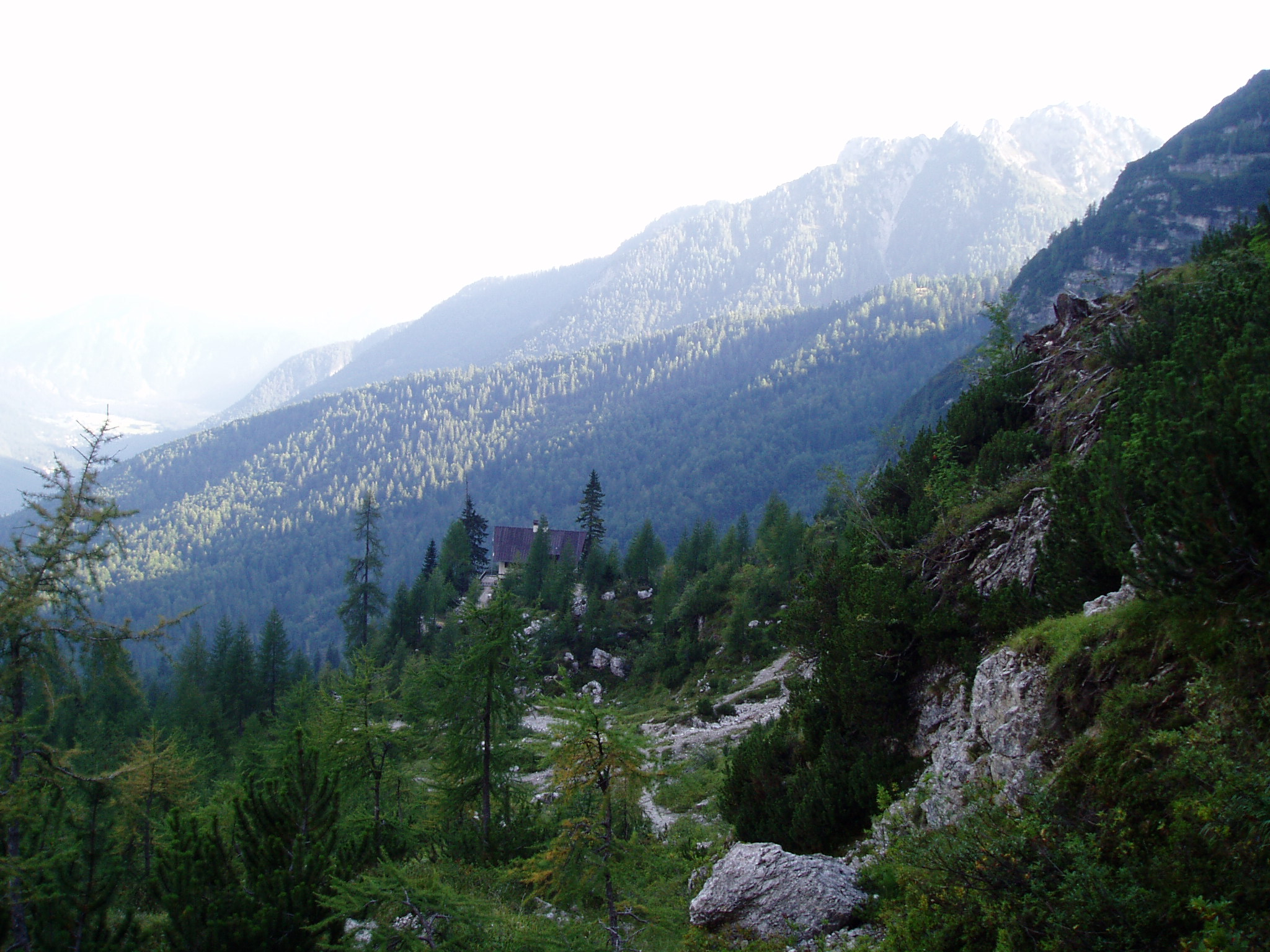
Rifugio Luigi Pellarini

- Rifugio fratelli Nordio e Riccardo Deffar (1.211 m) Demolito nell'estate 2008 poiché inagibile a causa dell'alluvione 2003.Ora ricostruito e con una nuova gestione, aperto.
- Rifugio fratelli Grego (1.395 m)
- Rifugio Luigi Pellarini nella frazione di Valbruna (1.500 m)
- Bivacco-Rifugio Carlo e Giani Stuparich - Jôf di Montasio (1.587 m)
- Casa Alpina Julius Kugy rifugio escursionistico situato nel centro della frazione di Valbruna (807 m)

## Società

### Evoluzione demografica
Abitanti censiti

### Lingue e dialetti
Come le limitrofe Pontebba e Tarvisio, anche a Malborghetto-Valbruna coesistono, accanto all'italiano, altre tre lingue:lo sloveno, tutelato dalla legge regionale 26/2007, il tedesco, tutelato dalla legge regionale 20/2009 e il friulano. Le prime due sono presenti nella zona sin dal medioevo (lo sloveno addirittura dal VII secolo). Anche il friulano ha fatto la sua comparsa in epoca antica, ma ha subito una forte espansione in tempi recenti, con l'annessione del comune al Regno d'Italia e la conseguente immigrazione di famiglie provenienti dall'esterno. Ai sensi della Deliberazione n. 86 del 26 novembre 2003 del Consiglio della Provincia di Udine, il Comune è inserito nell'ambito territoriale di tutela della lingua friulana ai fini della applicazione della legge 482/99, della legge regionale 15/96 e della legge regionale 29/2007.
Questi idiomi sono distribuiti assai irregolarmente e nessun centro abitato può dirsi unicamente slovenofono, germanofono o friulanofono; inoltre, spesso gli abitanti parlano o, perlomeno, comprendono lingue diverse.
Eccezion fatta per Ugovizza, dove una consistente minoranza degli abitanti è slovenofona, nelle restanti parti del comune i madrelingua tedesca e slovena sono pochi.
| Anno | % italofoni/friulanofoni | % slovenofoni | % germanofoni |
| ---- | ------------------------ | ------------- | ------------- |
| 1880 | 3                        | 55            | 42            |
| 1910 | 3                        | 39            | 58            |
| 1950 | 57                       | 31            | 12            |
| 1983 | 53                       | 32            | 15            |

## Geografia antropica
Si compone dei due nuclei abitati che danno il nome al comune, Malborghetto (721 m s.l.m.) che è sede del municipio, Valbruna e le 4 frazioni.
- Valbruna (Ovčja vas in sloveno, Wolfsbach in tedesco, Valbrune o Cjalavai in friulano) si trova a 807 m s.l.m. allo sbocco della Val Saisera, con lo sfondo dell'imponente massiccio del Jôf Fuart (2.666 m). Centro di villeggiatura estiva e di sport invernali, è base di partenza per escursioni ed ascensioni nelle Alpi Giulie.

Presso Valbruna c'è un cimitero militare austroungarico.

### Frazioni
- Bagni di Lusnizza (Lužnice in sloveno, Lusnitz in tedesco, Lusniz in friulano) sorge a 635 m s.l.m. ed è nota per la sorgente di acque solforose che si trova vicino al paese.
- Santa Caterina (Šenkatríja in sloveno, Sankt Kathrein in tedesco, Sante Catarine in friulano) si trova a 660 m s.l.m.
- Ugovizza (Ukve in sloveno, Uggowitz in tedesco, Ugovize in friulano) è una località turistica estiva ed invernale, situata a 775 m s.l.m. Vi si trova la chiesa dei Santi Filippo e Giacomo, poco distante dalla Sella di Camporosso.
- la località Cucco (Kuk in sloveno, Kúk in tedesco e Cuc in friulano) è una borgata che si trova poco distante da Malborghetto.

## Infrastrutture e trasporti

### Ferrovie
Il comune è dotato di una stazione sulla ferrovia Pontebbana, denominata stazione di Ugovizza-Valbruna. 

Dal 1879 al 1999 Malborghetto era attraversata dalla vecchia ferrovia Udine-Tarvisio, dove era presente la stazione ferroviaria. Fu dismessa nel 1999 a seguito del raddoppio della linea, il tracciato convertito a pista ciclabile e il fabbricato viaggiatori adibito ad altri usi.
Fino al 2003, sul nuovo tracciato della ferrovia, in località Santa Caterina era presente una fermata ferroviaria denominata Bagni Santa Caterina.

## Amministrazione
| Periodo | Periodo   | Primo cittadino   | Carica  | Note |
| ------- | --------- | ----------------- | ------- | ---- |
| 1995    | 1999      | Stefano De Marchi | Sindaco |      |
| 1999    | 2014      | Alessandro Oman   | Sindaco |      |
| 2014    | In carica | Boris Preschern   | Sindaco |      |